# Patrick Sébastien
Pour les articles homonymes, voir Sébastien.
Ne doit pas être confondu avec Patrick Sabatier.
 (juin 2025).
Les informations dans cet article sont mal organisées, redondantes, ou il existe des sections bien trop longues. Structurez-le ou soumettez des propositions en page de discussion.
Avec le temps, il arrive que le contenu présent dans un article devienne désordonné. Il est souvent nécessaire de réorganiser l'article de fond en comble.
- Il faut tout d’abord répartir le contenu de l'article en plusieurs sections. Les informations doivent ensuite être exposées clairement et le plus synthétiquement possible, regroupées par sujet afin d'éviter les doublons. Quelqu'un cherchant une information précise doit pouvoir la trouver rapidement en lisant la section appropriée.
- À l'intérieur de chaque section, le texte, souvent initialement sous la forme de phrases éparses, doit être regroupé dans des paragraphes de quelques lignes, en assurant un enchaînement logique et une cohérence entre les phrases.
- Lorsque l'article ou l'une de ses sections développe trop longuement un point qui n'est pas dans le cœur du sujet traité, il convient de faire une synthèse et de transférer l'ancien contenu dans des articles plus appropriés (en cas de transfert, il faut impérativement respecter la procédure Aide:Scission).

Si vous pensez que ces points ont été résolus, vous pouvez retirer ce bandeau et améliorer le plan d'un autre article.
Patrick Sébastien, de son vrai nom Patrick Boutot, né le 14 novembre 1953 à Brive-la-Gaillarde, est un imitateur, humoriste, acteur, réalisateur, metteur en scène, chanteur, auteur-compositeur, écrivain, producteur-animateur d'émissions de divertissement à la télévision, ancien joueur et ex-dirigeant de club de rugby.
Il a produit et animé de nombreuses émissions de variétés durant sa carrière. Il a notamment présenté sur TF1 Carnaval, Sébastien c'est fou !, Le Grand Bluff, puis sur France 2 Le Plus Grand Cabaret du monde, Le Grand Cabaret sur son 31, De l'autre côté du miroir et Les Années bonheur.
Il est aussi l'auteur-interprète de chansons à thème festif. Parmi les plus célèbres, figurent les titres Le Gambadou, La Fiesta, Le Petit Bonhomme en mousse, C'est chaud, Pourvu que ça dure, Les Sardines, Ah... Si tu pouvais fermer ta gueule..., Tournez les serviettes ou encore Joyeux anniversaire.
Il a également joué au cinéma et dans des téléfilms comme Monsieur Max et la rumeur  ou Une chance sur six sur France 2.

## Biographie

### Vie privée
Patrick Sébastien, né Patrick Boutot, passe toute son enfance à Juillac en Corrèze. Sa mère Andrée Boutot (1935-2008) n'a que 17 ans à la naissance de Patrick. Son oncle maternel, Jeannot, s'occupe beaucoup de lui pendant sa jeunesse. En 2023, il déclare dans le podcast Les portraits de Real Life, ignorer toujours qui est son père. Après avoir élevé seule son fils, sa mère se marie et a deux autres enfants : Michel et Françoise.
Il pratique le rugby à XV (dont il veut faire son métier) au CA Brive et effectue en 1973 une tournée en Afrique du Sud. Il se marie avec Martine à l'âge de 17 ans et devient père d'un garçon, Sébastien, né le 5 décembre 1970. Après son divorce, il épouse Sylvie, avec qui il a un deuxième fils, Olivier, né en décembre 1980. Lors de ses débuts dans le show-business en 1974, il choisit comme pseudonyme « Sébastien », le prénom de son fils aîné.
En mars 1978 il se fiance avec la chanteuse Marie Myriam qu'il a rencontrée lors d'une tournée avec le chanteur Dave. Les fiançailles ne seront pas suivies d'un mariage. Puis, en 1985, il vit avec Isabel, une Sud-Américaine qui est l'une de ses trois partenaires dans son spectacle sur scène.
Le 15 juillet 1990, sur une route de Petite Camargue, son fils Sébastien meurt dans un accident de moto à 19 ans alors qu'il allait être père. La fille de Sébastien, Marie-Andréa, naît cinq mois plus tard.
Patrick Sébastien épouse Fanfan, une ancienne coco-girl rencontrée en 1987, avec qui il aura un enfant né en 1991 et prénommé Benjamin. Ils divorcent en 1992. La même année il rencontre alors Nathalie, dite « Nana », avec qui il se marie dans le stade de rugby de Brive-la-Gaillarde en 1998 ; en 2007 ils adoptent une Polynésienne prénommée Lily. Le couple se sépare en 2022.

### 1974-1984: débuts dans le spectacle et à la télévision

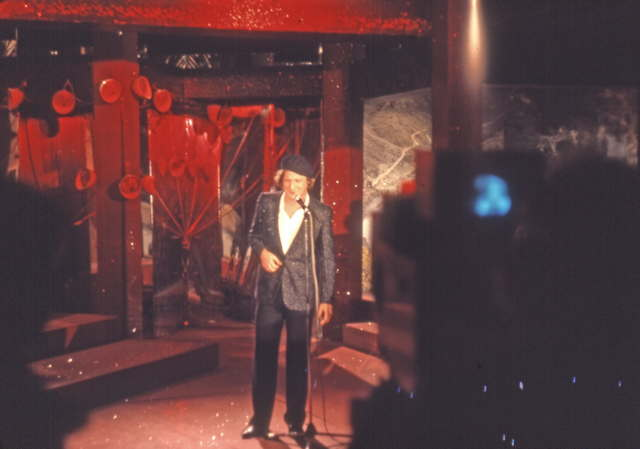
Patrick Sébastien sur le plateau de l'émission Midi Première de TF1 le 17 octobre 1980.

Patrick Sébastien se marie très jeune, à dix-sept ans. Après de brèves études en faculté de lettres et un échec au concours d'inspecteur de police raté d'un point, il se redécouvre un talent d'imitateur déjà présent durant son enfance et son adolescence avec des imitations de Bourvil, Salvatore Adamo, du général de Gaulle et de Joe Dassin. Il tente le tout pour le tout : il débarque à Paris en septembre 1974 avec 600 francs en poche et met sur pied un spectacle comique basé sur des imitations de différentes vedettes (en particulier Bourvil, Joe Dassin et Charles Trenet) et il écume les cabarets pour des cachets très bas, travaillant un temps aux Halles de Paris pour gagner plus convenablement sa vie. Jacques Gauthier lui donne sa chance dans le cabaret parisien La Main au panier pour monter la première fois sur scène le 14 novembre 1974, le jour de ses 21 ans.
En 1975 il présente Annie Cordy à l'Olympia de Paris. Petit à petit il se fait une place sur les plateaux de télévision. Le 6 août 1975, il fait sa première apparition à la télévision régionale française dans Limousin actualité où l'on découvre son visage, puis le 19 octobre 1975 il fait sa première apparition, sur une grande chaîne de télévision française, dans l'émission Système Deux présentée par Guy Lux et Sophie Darel sur Antenne 2. En 1976 il est invité dans les émissions de variétés Numéro un de Maritie et Gilbert Carpentier et Le Rendez-vous du dimanche de Michel Drucker. La même année, il est en première partie de Michel Sardou à l'Olympia. Dans les années 1970, il fait de nombreuses premières partie d'artistes comme notamment Nicolas Peyrac, Hugues Aufray, Serge Lama et Mireille Mathieu lors de sa tournée de l'été 1976.
En février et mars 1977 il coprésente sur TF1 avec Évelyne Leclercq et Yves Lecoq Le Grand Concours de la chanson française 1977, émission de la sélection française pour le Concours Eurovision de la chanson 1977. Il est le parrain de la première demi-finale ainsi que de la finale. Marie Myriam y est choisie par le public pour être la représentante de la France au mois de mai suivant. En 1978, la chanteuse se fiance avec Patrick Sébastien et ils vivront ensemble pendant quatre ans.

### 1984-1996: animateur-imitateur sur TF1 et passage rapide sur La Cinq (1987-1988)
Il aime « se faire la tête de quelqu'un », c'est-à-dire se maquiller et se déguiser afin de ressembler à une célébrité pour pouvoir l'imiter plus facilement. Il aura l'idée d'inviter des célébrités à se déguiser en d'autres célébrités (chanteurs, acteurs, animateurs, etc.) dans des émissions parodiques comme Carnaval ! sur TF1 de 1984 à 1986, Farandole sur La Cinq de septembre 1987 à janvier 1988 et Sébastien, c'est fou ! de nouveau sur TF1 de février 1988 à juin 1992. Lors de son rapide passage sur La Cinq, il anime, en même temps que Farandole, l'émission Coup de pouce ! qui donne sa chance aux jeunes talents émergents.
De 1990 à 1992, il coprésente sur TF1 avec Marcel Béliveau l'émission de caméras cachées Surprise sur prise !.
En 1992, il rejoint la troupe des Enfoirés et participe à la grande soirée des Enfoirés à l'Opéra Garnier, au profit de l'association des Restos du cœur. Ce sera son unique participation.
Après l'arrêt de Sébastien, c'est fou ! en février 1992, il participe la même année, déguisé en candidats anonymes à plusieurs émissions de TF1, notamment les jeux (La Roue de la fortune, Tournez manège, Une famille en or, Millionnaire…) ou les émissions de variétés comme Sacrée Soirée, Stars 90, trompant ainsi les animateurs Christian Morin, Annie Pujol, Évelyne Leclercq, Fabienne Égal, Simone Garnier, Patrick Roy, Philippe Risoli, Jean-Pierre Foucault, Michel Drucker, d'autres personnalités invitées sur des plateaux de télévision et de radio telles que Frédéric Dard, Paul Préboist, Pierre Palmade, ainsi que sa mère Andrée. Toujours grimé, il interroge des passants dans la rue en leur demandant leur avis sur les animateurs de télévision. Ces séquences ont donné l'émission Le Grand Bluff diffusée le 26 décembre 1992. Il a, à cette occasion, battu le record d'audience toutes chaînes, tout programme et toute époque confondus avec 17,5 millions de téléspectateurs soit 74 % de parts de marché. Il ne sera détrôné que 5 ans et demi plus tard, le 12 juillet 1998, par la finale France - Brésil de la Coupe du monde de football 1998 qui a rassemblé 20,5 millions de téléspectateurs. Un an après la première diffusion, en décembre 1993, Le Grand Bluff arrive à réunir plus de 9 millions de téléspectateurs.
Entre 1993 à 1995 il lance de nouvelles émissions. Il présente Super Nanas dont le « jury » est présidé par Olivier de Kersauson puis sur le même modèle coanime Super Mecs avec Sophie Favier en 1994-1995. Il présente notamment D'homme à homme avec Serge Lama, L'homme aux mille visages et tente une nouvelle version de l'émission Carnaval ! avec Carnavalissimo !.
En 1994 Patrick Sébastien et Laurent Gerra, travestis à la manière de Gérard Depardieu et Michel Blanc dans le film Tenue de soirée, se rendent au palais de l'Élysée pour rencontrer le président de la République François Mitterrand. Les deux compères sont alors refoulés par les CRS. Quelques jours plus tard ils retentent leur chance, mais cette fois habillés « en civils ». Mitterrand les laissera entrer et leur accordera un entretien. Ces séquences enregistrées sont diffusées dans l'émission Garçon, la suite sur TF1 en mars 1994.
En 1995 Patrick Sébastien annonce une candidature « canular » à l'élection présidentielle à l'égérie de ses émissions et ancienne animatrice d'émissions de charme Marlène Mourreau, représentante du parti fictif le P.L.A. (Parti de la liberté et de l'amour).
En 1995 son émission Osons sur TF1 crée la polémique à cause d'un sketch. Par une plainte déposée par le Mrap, il est condamné la même année à 30 000 francs d'amende par la 17e chambre du tribunal correctionnel de Paris pour propos racistes pour avoir, grimé en Jean-Marie Le Pen, chanté Casser du noir sur la mélodie de Casser la voix de Patrick Bruel (la législation française ne tolère nullement l'expression de propos racistes, même à titre de parodie ou de satire).
Après cette polémique il présente, en mai 1996, Salut les copieurs !, une émission de parodies de personnalités. Cependant son départ de la chaîne se profile. Après La Dernière de Sébastien, il quitte TF1 et affirme dans la presse et les médias qu'il « ne veut plus faire de télévision »[réf. souhaitée].

### 1996-2019: animateur et acteur sur France 2
En 1996, il rejoint finalement France 2 où il crée de nouvelles émissions de divertissement : Le Cœur au show !, Étonnant et drôle !, Fiesta dans lesquelles participent notamment La Bande du Carré Blanc devenue les Nous Ç Nous.
Le 26 décembre 1998, Patrick Sébastien lance Le Plus Grand Cabaret du monde qui connaît un grand succès. Le programme permet de voir des numéros d'artistes français et étrangers (des numéros de cirque : clowns, acrobates, jongleurs ; de la magie, de la danse, etc). Il anime aussi à partir de 2004 Le Grand Cabaret sur son 31, une variante du Plus Grand Cabaret du monde à l'occasion du passage au Nouvel An. Ce programme arrive le plus souvent en tête des audiences le soir du 31 décembre, battant les émissions spéciales des autres chaînes comme celle d'Arthur ou de Christophe Dechavanne sur TF1.
Fin 1997 il décide de se teindre les cheveux en blond, il gardera cette couleur pendant près de 10 ans, jusqu'à ce qu'il se rase les cheveux fin avril 2007 pour rentrer dans la peau du personnage de « Joseph Lubsky », un pseudonyme utilisé pour écrire son livre La Cellule de Zarkane.
Parallèlement, il enregistre avec René Coll et ses musiciens, qu'il connaissait depuis plusieurs années, un générique pour l'émission Fiesta adapté du titre El Venao des Habana Club Band, diffusée sur France 2 en 1997 et 1998. Patrick Sébastien interprète cette chanson, sans faire d'imitations contrairement à la quasi-totalité de ses précédents singles. Le single se vendra à plus de 500 000 exemplaires et se classera jusqu’à la 7e place du Top 50 des ventes. Patrick Sébastien choisit alors de créer à la suite de ce succès, tout un album de chansons : Viva Bodega et caetera… Il sort le 3 novembre 1998 et le titre éponyme de l'album, Viva Bodega, est choisi comme deuxième single pour promouvoir les ventes. Depuis 1998, un album est réalisé chaque année environ.
Il présente ou coprésente également sur la même chaîne des émissions spéciales comme le Téléthon en décembre 2000 (également parrain de la 14e édition), 25 ans de chance pour les 25 ans du Loto (avec Sophie Davant), la cérémonie des 7 d'Or, une émission spéciale de solidarité avec Toulouse à la suite de la catastrophe de l'usine AZF en 2001.
À partir de septembre 2001 il coanime avec Sophie Davant le divertissement Prima Donna en prime-time. Cette émission, qui est une version revisitée du divertissement Super Nanas, propose de mettre sur le devant de la scène des femmes âgées de 25 à 40 ans de plusieurs régions de France. Un jury est chargé d'élire sa préférée. Après quelques numéros, l'émission est arrêtée par France 2 qui, dans un communiqué, déclare que « malgré sa qualité, l'émission n'a pas rencontré le succès espéré », les six numéros restants sont annulés. En décembre 2001, le programme est remplacé par l'émission C'est show ! qui exploite l'humour et la chanson sous la forme de maquillage, grimages et transformations diverses, ce que Patrick Sébastien n'avait pas fait depuis plusieurs années.
D'octobre 2002 à avril 2003 il présente 6 numéros de La Grande École des fans, une nouvelle formule de L'École des fans. Contrairement à celle de Jacques Martin, cette version est diffusée en première partie de soirée et non l'après-midi.
En décembre 2003 et janvier 2004 il anime De l'autre côté du miroir, 3 émissions dont le concept est de se présenter, par une combinaison d'imitation, de maquillage, de transformation physique et de déguisement, à des personnes qui ainsi semblent se rencontrer elles-mêmes ou se retrouver face à une célébrité proche disparue. L'émission sera ensuite éditée en VHS et double DVD.
Le 16 décembre 2006 il lance la première de son émission à succès Les Années bonheur dont le concept d'origine est de rendre hommage aux chansons des années 1970 et 1980 en compagnie de l'attaché de presse et chroniqueur média Fabien Lecœuvre et de ses musiciens du Coll orchestra et de son ami René Coll. Petit à petit, Patrick Sébastien invite d'autres artistes des années 1960, 1990, 2000 et de récents artistes des années 2010 ainsi que des humoristes et des imitateurs. En 2009, à la suite du décès de René Coll, c'est le compositeur et arrangeur Gilles Arcens qui prend la direction de l'orchestre Coll.
Le 12 mai 2007, dans l'émission de télévision animée par Laurent Ruquier On n'est pas couché, il apparaît sur le plateau grimé, sous ce nom, et se présente comme l'auteur de La Cellule de Zarkane. Il explique par la suite que « si on l'avait présenté sous le nom d'auteur Patrick Sébastien, personne ne l'aurait ouvert. » Au moment de la supercherie seul Ruquier était au courant. Il revient le 19 mai 2007 pour s'expliquer. Sébastien voulait pointer du doigt le manque de cohérence de la critique littéraire. Il s'est notamment dit « effrayé » que Michel Polac (chroniqueur dans l'émission) n'ait même pas lu son livre, avant de le menacer.

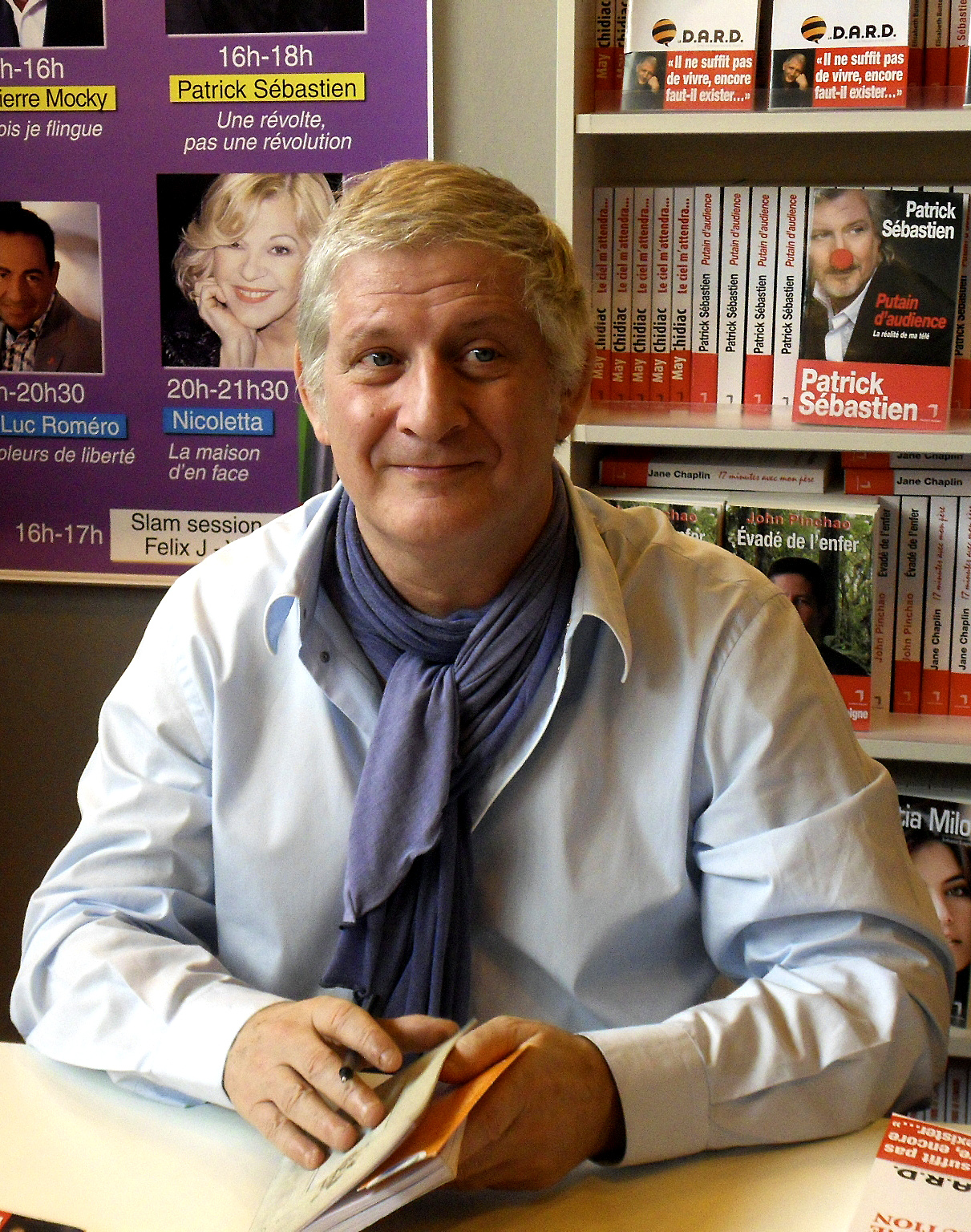
Patrick Sébastien venu faire la promotion du livre de son nouveau mouvement (le DARD) au Salon du livre de Paris, en mars 2010.

En novembre 2009, il annonce qu'il compte créer un mouvement humaniste. Il lance, le 24 mars 2010, le Droit au respect et à la dignité (DARD) dans le but de « remettre l'humain au cœur de la société » en s'inspirant du nom de l'écrivain et ami Frédéric Dard. Il dissout finalement ce mouvement le 16 juin 2010. Interviewé à l'occasion du lancement de ce mouvement qui est, pour le professeur François Jost, un parti, il assume d'être pris pour un beauf populiste.
En 2013, il souhaite adapter sa pièce de théâtre Monsieur Max et la rumeur en téléfilm. La femme de Fabien Lecœuvre, l'actrice Anne Richard, lui présente le réalisateur Jacques Malaterre avec qui il devient alors très ami. Ils adaptent tous les deux et avec Christophe Duthuron cette pièce de théâtre en scénario et dialogues. Le tournage se déroule en juin 2014 et la diffusion a lieu en octobre : 4 770 000 téléspectateurs sont devant leur poste de télévision ce soir-là. Cela le motive à écrire un autre scénario en 2015 : L'Affaire de maître Lefort. Cette fois-ci, il invite l'avocat Éric Dupond-Moretti à incarner son propre rôle dans une fiction. Toujours avec Jacques Malaterre en tant que réalisateur, le tournage s'effectue en janvier 2016 pour une diffusion en novembre et, depuis, Patrick Sébastien souhaite tourner deux téléfilms par an : « J’aimerais pouvoir proposer une collection de films machiavéliques deux fois par an. »
Il coanime entre 2013 et 2015 trois éditions de la Fête de la musique, retransmises en direct sur France 2 (avec Aïda Touihri puis Virginie Guilhaume).
Depuis le 29 janvier 2014, il est représenté en statue de cire au musée Grévin. Sa veste bleue utilisée durant la 30e édition du Téléthon en 2016 a été vendue aux enchères à l'hôtel Drouot, adjugée à 520 euros.
Le 11 février 2017 il lance une nouvelle émission de divertissement en direct sur France 2 Le Grand Burlesque composée de sketches dans lesquels de nombreux humoristes et lui-même se mettent en scène. Ce programme ne rencontre pas le succès espéré. Outre une audience très moyenne, le contenu et la qualité de l'émission sont vivement décriés par de nombreux téléspectateurs, surtout sur les réseaux sociaux. Patrick Sébastien s'« excuse » le lendemain, expliquant entre autres que « cet humour n'est pas adapté pour la télé d'aujourd'hui. » Il prend alors la décision d'arrêter l'émission après un seul et unique numéro.
Le troisième téléfilm fait avec le réalisateur Jacques Malaterre se nomme Une chance sur six, qui est une adaptation d'un ancien scénario de Patrick Sébastien, sorti en livre en 2006 et dont le tournage se déroule en janvier 2017. Dans le téléfilm, diffusé en janvier 2018 sur France 2, Sébastien y incarne Hubert Vallon, un antiquaire bisexuel. En février 2019, il reçoit le prix d'interprétation masculine pour son rôle d'Hubert Vallon lors de la 26e Cérémonie des Lauriers de l'audiovisuel.
À l'issue d'une interview accordée à Télé Star le 5 octobre 2018 pour la promotion de son ouvrage Et si on était bienveillant, il explique à la direction de France Télévisions : « S'ils me donnent moins, je ne resterai pas. » « Et s'ils me donnent la même chose, je ne resterai pas non plus. » Le 8 octobre, la direction des programmes de France Télévisions convoque sa femme, Nana, directrice de production de la société de production (Magic TV) des émissions de son mari. Ils annoncent vouloir ne pas renouveler le contrat de l'animateur qui s'achève en juin 2019.
Il présente et enregistre son ultime Grand Cabaret le mardi 30 octobre qui est l'édition 2018 de l'émission Le Grand Cabaret sur son 31. Le dernier épisode diffusé le 4 mai 2019 a quant à lui été tourné le mardi 16 octobre 2018. Son ultime émission télévisée est la dernière des Années Bonheur diffusée le 11 mai 2019.
Tout au long de sa carrière télévisuelle, Patrick Sébastien a fait connaître au grand public de nombreux artistes dans ses émissions de divertissement tels que les troupes d'humoristes les Nous Ç Nous (ex-La Bande du Carré Blanc, avec notamment Jean Dujardin et Bruno Salomone), Les Nuls et Les Inconnus, les humoristes Dany Boon, Albert Dupontel et Nicolas Canteloup, les ventriloques Jeff Panacloc et Christian Gabriel, le clown Fumagalli, le chanteur Yves Jamait, les comiques Giroud et Stotz, Shirley et Dino, Les Bodin's, etc.

### Depuis 2019: nouveaux projets
Interrogé au cours de l'été 2020 par le quotidien Midi libre, Patrick Sébastien reconnaît n'avoir aucune sollicitation depuis son départ de France 2. « C'est étrange, je pars avec 3 millions de téléspectateurs et, depuis un an et demi, je n'ai de proposition de personne. Ça ne me gêne pas, je suis libre, en roue libre. » Patrick Sébastien confie par ailleurs son envie de commencer une dernière tournée 30 ans de fiesta qui devrait durer plusieurs années, jusqu'à ce qu'il « ne puisse plus sauter en l'air avec Les Sardines. »
Les 21 novembre et 4 décembre 2020, C8 diffuse un documentaire intitulé Sébastien à la télé, c'est fou !, dans lequel Patrick Sébastien propose de revoir une sélection d'extraits des différentes émissions qu'il a animées au cours de sa carrière, entre 1984 et 2019, avec notamment les différents artistes qu'il a découverts et présentés. Il commente les extraits avec différentes anecdotes. Juste après le volume 1, en deuxième partie de soirée, Le Grand Bluff, l'émission culte de 1992, est intégralement rediffusée, à l'exception de la séquence avec Pierre Palmade.[réf. nécessaire]
Le succès de ces deux soirées motive la chaîne C8 à collaborer à nouveau avec Patrick Sébastien. En avril et mai 2021 sont rediffusées, six émissions du Grand Cabaret et deux des Années Bonheur, dans le cadre d'une nouvelle émission nommée Samedi Sébastien et diffusée durant huit semaines consécutives.[réf. nécessaire]
L'émission Samedi Sébastien est ensuite décliné sous le nom Les Années Sébastien à partir du 3 septembre 2021. Ce qui permet d'élargir la rediffusion des émissions de Patrick Sébastien à tout son catalogue et à ne plus se limiter uniquement aux Années Bonheur et au Grand Cabaret mais entre autres à Music-Hall et compagnie, Sur un air de fête et De l'autre côté du miroir.[réf. nécessaire]
Dans une interview au Figaro en septembre 2022, il révèle avoir souffert d'un cancer du rein.

## Affaires judiciaires

### Racisme
En 1995, il est condamné à 30 000 francs d'amende par la 17e chambre du tribunal correctionnel de Paris pour propos racistes dans un sketch pour son émission Osons sur TFI. La plainte, déposée par le Mrap, met en cause le chanteur pour avoir chanté, tout en étant grimé en Jean-Marie Le Pen, Casser du Noir sur la mélodie de Casser la voix de Patrick Bruel. Le PDG de TF1 de Patrick Le Lay et le chanteur sont condamnés à verser un franc symbolique de dommages et intérêts au Mrap et à la Licra. Le samedi 16 mars 1996, à la fin du journal de TF1, la condamnation doit être lue. 

### Licenciement de France 2
La direction de France Télévisions ne reconduit pas Patrick Sébastien à la rentrée de septembre 2019 qui fait suite à des relations houleuses entre l'animateur et le groupe audiovisuel public. Il décide d'attaquer France Télévisions en 2019 et le jugement en première instance condamne le groupe à verser 652 000 euros à l'animateur pour rupture brutale de leur relation commerciale. Il demandait cependant 26 millions d'euros de dédommagement.
France Télévisions fait appel de la décision et un arrêt du 15 mai 2024 de la Cour d'appel divise le montant de la première instance par deux, le ramenant à 331 850 euros à Patrick Sébastien et sa société Magic TV,. Delphine Ernotte, dirigeante de France Télévisions, justifie sa décision de licenciement pour un refus de moderniser l'émission Le Plus Grand Cabaret du Monde,.

## Polémiques

### Me Too
En 2018, à propos de #MeToo, il déclare sur RMC : 

« Je suis totalement pour dénoncer les salopards. J’en connais, j’en ai croisés, des salopards. C’est infernal de se faire agresser. Après, il faut faire la part des choses. Il y a une bienveillance à dénoncer un salopard et il y a une malveillance à dénoncer n’importe qui à tort et à travers. J’ai un peu de mal avec certaines victimes, qui ont les seins dehors, les fesses à l’air. »

Cécile Duflot a vivement dénoncé ces propos sur Twitter,.

### Accusation d'exhibition sexuelle
Le 22 juillet 2025, lors d'un concert tous public dans un camping naturiste du Cap d'Agde, le chanteur demande à des spectatrices de monter sur la scène. L'une d'entre elles se met à genou et aurait pratiqué une fellation au chanteur. Certains spectateurs et la direction du camping soutiennent qu'il y a eu un acte sexuel réel. Sollicité par Mediapart, l'acteur a renvoyé vers son avocat Robin Binsard qui soutient un acte simulé. C'est aussi le cas du gérant de la société de production Carrément Prod de Patrick Sebastien qui était présent sur les lieux en tant que DJ.

## Carrière artistique

### Compositions musicales
- 1980, il écrit les paroles de la chanson Toujours partir pour l'album Comme un coup de blush de sa compagne de l'époque, Marie Myriam.
- 1988, il écrit et compose la chanson Moi je préfère les moches pour l'accordéoniste de Pierre Perret, Gilles Lecouty (plus connu par son surnom « Gilou »).
- novembre 1988, il crée sa propre société de production musicale Faisage Music qui produit tous ses disques depuis cette date.
- 2011, il écrit les paroles des titres du premier album de Lisa Angell qu'il produit entièrement. Les Divines sort chez Polydor[41]. Il se place no 31 en France[42] et no 86 en Belgique[43].

### Productions
- 1990, Patrick Sébastien reçoit une VHS d'un spectacle solo de l'humoriste Albert Dupontel. Il décide alors de le produire et lancer sa carrière.
- 1992, il écrit les paroles de la chanson Chanter quand même en hommage à son fils. Il l'envoie à Michel Sardou qui décide d'en composer la musique et de la mettre sur son album Le Bac G.
- 1993, il produit et lance la carrière de l'humoriste Dany Boon.
- 1993, il crée sa propre société de production d'émission de télévision qui produit toutes ses émissions depuis cette même année : Magic TV.
- 1993, il produit la chanteuse Christine Lou et ses deux singles : Nathalie s'en fout et Ce soir
- 2001, il produit le premier spectacle de Nicolas Canteloup, Tous des guignols.
- 2001, Patrick Sébastien décide de présenter le duo comique Shirley & Dino, qu'il a repéré avec la VHS Shirley & Dino présente le Cabaret à la Nouvelle Ève, sur la scène de l'émission Le Plus Grand Cabaret du monde et ils en deviennent alors les vedettes en créant un sketch pour chaque émission. Le premier numéro de l’émission Music-Hall et compagnie leur est consacré. Ils quittent l'émission en décembre 2004 avant de faire quelques apparitions dans les émissions 30 ans de Scène (à l'Olympia), Shirley et dino font leur cinéma, La télé de Sébastien, Sur un air de fête (à l'Olympia) et dans quelques émissions des Années bonheur, notamment la première. Ils refont une apparition dans Le Plus Grand Cabaret du monde lors de la 100e émission le 31 décembre 2008, une autre en mai 2013 pour remplacer un artiste contraint d'annuler son numéro puis une autre lors de la 197e émission au Sporting de Monaco à la fin de la saison 2017-2018 pour célébrer les 20 ans de l'émission.
- 2003, Patrick Sébastien découvre les compositions d'Yves Jamait. Il réédite le premier album de l'artiste et devient également son producteur.
- 2008, il devient le producteur d'Yves Pujol, qui, après avoir exercé dans la chanson, désire entamer une carrière d'humoriste. Il met en scène son spectacle J'adore ma femme.
- 2011, son ami Rémi Castillo lui présente l'humoriste ventriloque Jeff Panacloc. Patrick Sébastien décide de le présenter dans l'émission Le Plus Grand Cabaret du monde où il devient, à partir de là, un invité régulier. Panacloc (accompagné de son acolyte Jean-Marc) quitte l'émission à la fin de la saison 2014-2015, en juin 2015, pour rejoindre TF1 où il est régulièrement invité dans des émissions de la chaîne.
- 2015-2016, Patrick Sébastien invite régulièrement le duo d'humoristes Giroud & Stotz dans Les Années bonheur.
- 2021, Patrick produit le premier spectacle de l'imitatrice Sarah Schwab

### Filmographie
Dans les années 1980, Patrick Sébastien se passionne pour le cinéma. Comme acteur, il joue le rôle d'un aveugle dans Le téléphone sonne toujours deux fois en 1985 et apparaît dans Le Pactole de Jean-Pierre Mocky la même année. Il revient sur les écrans en 1997 dans le rôle de Georges, le gardien, dans Quatre Garçons pleins d'avenir. Il rêve néanmoins de pouvoir réaliser un vrai film de cinéma.
Dans l'impossibilité de trouver le financement pour un long métrage sur la télévision, il parvient à réunir les fonds pour son premier et unique long métrage. Produit par diverses sources (dont l'animateur Arthur), il écrit, produit, monte, interprète et réalise T'aime en 1999. Le film réunit Annie Girardot, Michel Duchaussoy, Jean-François Balmer, Marie Denarnaud et Samuel Dupuy. Il est tourné dans le village où Patrick Sébastien a une maison. Certaines séquences se déroulent même dans l'ancienne chambre de l'animateur. L'histoire raconte celle du docteur Hugues Michel (Patrick Sébastien) qui tente de réunir deux amoureux douloureux dans un asile psychiatrique.
Lors de sa sortie, le film reçoit des critiques extrêmement négatives. La presse souligne notamment la naïveté et le manichéisme du propos, ainsi que la maladresse de l'interprétation. Ce sera également un immense échec public (28 353 spectateurs au cinéma). Ce film est répertorié sur le site Nanarland, qui lui trouve néanmoins des qualités et impute sa mauvaise réputation au fait qu'il est réalisé par Patrick Sébastien.

#### Acteur
- 1984 : Le Pactole de Jean-Pierre Mocky : Rousselet
- 1985 : Le téléphone sonne toujours deux fois de Jean-Pierre Vergne : Le faux aveugle au café
- 1997 : Quatre Garçons pleins d'avenir de Jean-Paul Lilienfeld : Georges, le gardien
- 2023 : Pour l'honneur de Philippe Guillard : Le père de François Lalanne

#### Acteur, réalisateur, auteur, scénariste et coproducteur
- 2000 : T'aime : Dr Hugues Michel

#### Téléfilms
- 1988 : Au nom du peuple français, réalisé par Maurice Dugowson : Danton.
- 2014 : Monsieur Max et la Rumeur, réalisé par Jacques Malaterre, d'après la pièce de théâtre de Patrick Sébastien, diffusé sur France 2 : M. Max, le boucher.
- 2016 : L'Affaire de maître Lefort, réalisé par Jacques Malaterre, d'après un scénario original de Patrick Sébastien, diffusé sur France 2 : Julien Lefort, un avocat.
- 2018 : Une chance sur six, réalisé par Jacques Malaterre, d'après une nouvelle de Patrick Sébastien (sortie en 2006), diffusé sur France 2 : Hubert Vallon

#### Séries télévisées
- 1990 : Marc et Sophie - TF1 - Épisode 168 - Saison 4, épisode 22 Marc et Sophie, c’est fou : lui-même
- 2006 : Intime conviction - France 2 - Épisodes 1 à 4 : Le président du tribunal
- 2021 : Camping Paradis - TF1 - Épisode 69 La fierté de mon père : Patrick Blanchard

### Théâtre

#### Auteur
- Depuis 2017 : Si tu me quittes, je me casse, avec Corinne Delpech, dans son café théâtre Côté Rocher, à Rocamadour. Mis en scène par Roger Louret
- 2018 à 2020 : Le sommelier, avec Philippe Chevallier et Didier Gustin

#### Auteur et metteur en scène
- 2011 à 2013 : Quelle histoire ! à Rocamadour

#### Auteur et comédien
- 2009 à 2011 : Le Kangourou (mise en scène par Olivier Lejeune à Rocamadour puis en tournée en France, disponible en DVD, diffusée à la télévision le 26 août 2011 et le 27 décembre 2013 sur France 2)
- 2020 à 2022 et 2024 : Louis XVI.fr (mise en scène par Olivier Lejeune, diffusée à la télévision le 29 décembre 2024 sur Comédie+)
- Depuis 2024 : Le joyeux chantage ! (à Rocamadour en décembre 2024, janvier, février, avril, mai 2025)

#### Auteur, comédien et metteur en scène
- 2012 : Mr Max et la rumeur (à Rocamadour)
- 2016 : Nos filles (à Rocamadour en août, septembre et décembre 2016)
- 2013 à 2016 et 2019-2020 : Le Secret des cigales (à Rocamadour en août et décembre 2013, janvier 2014 puis septembre 2019. Tournée en France, en 2014, 2015 et 2016 puis en 2019 et 2020. Co-mise en scène avec Olivier Lejeune, diffusée à la télévision en 2020 sur Comédie+)

### Télévision
- 1977 : Le Grand Concours de la chanson française 1977 : coprésentation avec Évelyne Leclercq et Yves Lecoq - TF1

#### TF1- Janvier 1984 à juin 1987
- 1984 à 1987 : Carnaval ! - TF1
- 1986 : Le Masque et les plumes

#### La Cinq- Septembre 1987 à juin 1988
- 1987 : Coup de pouce !
- 1987-1988 : Farandole

#### TF1- Septembre 1988 à juin 1996
- 1988 à 1992 : Sébastien c'est fou !
- 1990 : Patrick Sébastien, été 90
- 1990 à 1992 : Surprise sur prise ! (coprésentée avec Marcel Béliveau)
- 1992 : La Soirée des Enfoirés à l'Opéra - TF1 (existe en K7 vidéo et en CD)
- 1992 : Le Grand Bluff (17,4 millions de téléspectateurs, existe en VHS et en DVD)
- 1993-1994 : Garçon, la suite !
- 1993 à 1995 : Super nanas ! (avec Olivier de Kersauson)
- 1993 : Le Grand Bluff (rediffusion pour le 1er anniversaire)
- 1994 : L'homme aux mille visages (pour ses 10 ans de télévision)
- 1994 : 10 ans que ça dure ! (pour ses 10 ans de télévision)
- 1994-1995 Super mecs ! (coprésenté avec Sophie Favier)
- 1994 : Sébastien chez vous
- 1994 : D'homme à homme (coprésentée avec Serge Lama)
- 1994 : Carnavalissimo !
- 1994-1995 : Les Vieux de la veille
- 1995 : Osons !
- 1996 : La Dernière de Sébastien
- 1996 : Salut les copieurs !

#### France 2- Septembre 1996 à juin 2019
- 1996-1997 : Le Cœur au show !
- 1996-1997 : Étonnant & drôle (avec les Nous Ç Nous)
- 1997 : La Bande du Carré Blanc (émission sur les Nous Ç Nous)
- 1997-1998 : Fiesta (avec notamment, les Nous Ç Nous)
- 1998 : Sébastien et les saltimbanques
- 1998 à 2019 : Le Plus Grand Cabaret du monde
- 1999 : Le Grand Tralala
- 2000 : Téléthon (coprésentateur et parrain de la 14e édition sur France Télévisions)
- 2000-2001 : Fallait y penser !
- 2001 : Soirée solidarité avec Toulouse (coprésentateur)
- 2001 : Cérémonie des 7 d'or (coprésentateur)
- 2001 : 25 ans de chance (pour les 25 ans du loto, coprésentée avec Sophie Davant)
- 2001 : Prima donna (coprésentée avec Sophie Davant)
- 2001-2002 : C'est show !
- 2002 : Le Grand Bluff, les 10 ans (rediffusion pour le 10e anniversaire)
- 2002-2003 : La Grande École des fans
- 2003 : De l'autre côté du miroir (existe en DVD et VHS)
- 2003 : Shirley & Dino et compagnie (première de l'émission Music-Hall et compagnie)
- 2003 à 2005 : Music-Hall et compagnie (plateau identique à celui de l'émission Le Plus Grand Cabaret du monde)
- 2004 : 20 ans de chance (pour ses 20 ans de télévision)
- 2004 : 30 ans de scène (à l'Olympia)
- 2004 à 2018 : Le Grand Cabaret sur son 31 (version spéciale annuelle de 4 heures de l'émission Le Plus Grand Cabaret du monde diffusée chaque année pour le passage au Nouvel An)
- 2005-2006 : La Télé de Sébastien (12 émissions)
- 2006 : Shirley et Dino font leur cinéma (plateau identique à celui de l'émission Le Plus Grand Cabaret du monde)
- 2006-2007 : Sur un air de fête ! (à l'Olympia)
- 2006 à 2019 : Les Années bonheur, coprésentée avec Fabien Lecœuvre (2006-2019), Karen Cheryl (2007-2011), Élodie Gossuin (2015-2019) et Willy Rovelli (2015-2019)
- 2008 : Sébastien et les Gitans
- 2009-2010 : Le Grenier de Sébastien (en tant que voix-off, présenté par Olivier Villa)
- 2013 à 2015 : La Fête de la musique, du soleil et des tubes (en direct et coprésentée avec Aïda Touihri en 2013 et 2014, avec Virginie Guilhaume en 2015)
- 2014 : Ze Fiesta ! - 40 ans de scène (à l'Olympia)
- 2015 : Ze Fiesta ! (à l'Olympia)
- 2017 : Le Grand Burlesque

#### C8- Avril 2021 à décembre 2023
- Avril à juin 2021 : Samedi Sébastien
- Septembre 2021 à mars 2023 : Les Années Sébastien
- Janvier à mars 2022 : Les Plus grands humoristes chez Sébastien
- Octobre 2022 : Le Plus Grand Cabaret du monde, le spectacle.
- Avril 2023 : Les Pépites de Sébastien
- Avril 2023 : C'est génial, c'est que de l'amour, coprésenté avec Cyril Hanouna
- Décembre 2023 : Le Plus Grand Cabaret du Monde : 25 ans de féerie

#### Documentaires
- 1997 : Adieu Paulo de Patrick Sébastien - France 2 (hommage à Paul Préboist, à son décès)

- 2008 : La Double vie de Joseph Lubsky (réalisé par Vincent de Hollogne) / France 2
- 2009 : Portrait d'un bluffeur (réalisé par Nicolas Maupied) / France 3
- 2012 : Sébastien, l'imitateur caméléon (réalisé par Vincent De Hollogne) - France 2
- 2017 : Patrick Sébastien, l'humour de sa vie (par Raphaël Mezrahi et Patrick Sébastien) / C8
- 2020 : Sébastien à la télé, c'est fou ! (vol. 1 et vol. 2) - Comédie+ / C8
- 2022 : Le Grand Bluff, 30 ans déjà ! - C8
- 2023 : Patrick sébastien, découvreur de talents (vol. 1 et vol. 2) - Comédie+ / C8

### Vidéographie
- 1982 : Olympia 80-81 - Ça baigne ! - VHS
- 1984 : Olympia 1984 - VHS
- 1990 : Surprise sur prise - VHS
- 1993 : Le Grand Bluff - VHS
- 1992 : Sébastien c'est fou - VHS
- 1995 : Sans interdit - 100% gag - VHS
- 1998 : Patrick Sébastien à l'Olympia (Olympia 97) - VHS
- 2001 : T'aime - VHS
- 2002 : Patrick Sébastien à l'Olympia (Olympia 97) - DVD
- 2004 : De l'autre côté du miroir - Double DVD
- 2004 : De l'autre côté du miroir - VHS
- 2007 : Patrick Sébastien fait la fête au Casino de Paris - DVD
- 2010 : Karaoké - L'Indispensable Pour Faire La Fête - DVD
- 2011 : Le Kangourou - DVD
- 2015 : Le Grand Bluff - DVD
- 2021 : Coffret 3 téléfilms - DVD
- 2021 : Patrick Sébastien 81, Face au public - DVD

### Discographie

#### Albums studio
- L'album du Gambadou - EMI (1990)
- Comme j'ai envie - EMI (1991)
- Viva Bodega et caetera... - Polydor (1998)
- Magick Sébastien - Polydor (2001)
- Le Roi de la fête - Polydor (2002)
- Copie conforme - Polydor (24 chansons inédites interprétées à la manière des plus grands chanteurs français, 2003)
- Bar Academy - Polydor (2004)
- Pochette Surprise - Polydor (2006)
- Lâchez-nous les tongs - Polydor (2007)
- Ah... Si tu pouvais fermer ta gueule... - Polydor (2008)
- Même pas peur ! - Polydor (2009)
- Faut qu'on slash ! - Polydor (2011)
- À l'attaque - Polydor (2013)
- Ça va être ta fête ! - Warner Music Group (2014)
- Ça va bouger - Warner Music Group (2015)
- Le Sébastien nouveau est arrivé - Warner Music Group (2016)
- J'assume tout ! - MCA (2018)
- Entre nous - Wagram (2019)
- Sébastien se lâche ! - MCA (2020)
- Le président de la fête - MCA (2021)
- Putain, c'est génial - MCA (2023)
- Patoche forever - Polydor (2024)
- Olé osé (chansons très crues inédites et interdites) - Magic TV (2025)

#### Compilations
- En personne - Vogue (1979)
- Les Pubs - Pathé-Marconi / EMI (1983)
- L'éducation sexuelle et autre sketchs - Vogue (1983)
- Disque d'or - Volume 1 - EMI (1984)
- Top 16 titres originaux - Pathé-Marconi / EMI (1985)
- Enregistrements originaux - Pathé-Marconi / EMI (1985)
- Disque d'or - Volume 2 - EMI (1985)
- Histoires d'en rire... - Vogue (1986)
- Stars compilation - EMI (1989)
- Best Of - Polydor (2001)
- Best Teuf ! - Polydor (2003)
- DJ Sébastien vol.1 - Polydor (2005)
- Talents - Polydor (2007)
- Master série - Polydor (2009)
- Hit Box 3 CD - Polydor (2013)
- L'indispensable pour faire la fête - Best of - Polydor (2010)
- 12 chansons pour faire la fête - PolyGram Music (2014)
- Coffret 4 albums originaux - Polydor (2015)
- 2 CD originals Limited Edition : Ça va bouger - Ça va être ta fête ! - Warner Music Group (2016)
- 2 CD originals Limited Edition : Ça va bouger - Le Sébastien nouveau est arrivé - Warner Music Group (2017)
- Sans filtre - MCA (2018)
- 30 ans de Fiesta - MCA (2022)
- Best of 50 ans de Fiesta - Polydor Records (2024)

#### Live
- À Bobino - Vogue (1976)
- À l'olympia - Pathé-Marconi / EMI (1979)
- Olympia 1980-81 - Pathé-Marconi / EMI (1981)
- Tu t'laisses aller (Ma vieille) - Pathé-Marconi / EMI (1981)
- Olympia 82 - Pathé-Marconi / EMI (1982)
- Krakra-zu-kiki - Olympia 84 - Pathé-Marconi / EMI (1984)
- Enregistrement public - Casino de Paris 1987 - Pathé-Marconi / EMI (1987)
- Tout Neuf - Pépito - Sefra Music / Pathé-Marconi / EMI (1987)
- Olympia 93 - Sony music (1993)
- Patrick Sébastien fait la fête au Casino de Paris - Polydor (2007)
- 30 ans de fiesta ! (2022)

#### Singles
- La zézette  (ou « Le Zizi » au féminin) (avec au dos un hommage à Bourvil : Ma pttite chanson (Nyel / Verlor) et A dada - Vogue (1975)
- Bzz…bzz…bzz… les abeilles - Vogue (1976)
- Le vieil écran - Vogue (1977)
- L’éducation sexuelle - Vive la Mariée (C. François / G. Verlor) - Vogue (1977)
- Caoutchouc Raymond - Vogue (1978)
- Je l’aime à courir - Plein Soleil / Pathe / Éditions Marouani (1979)
- Excuse-moi par terre - Plein Soleil / Pathe / EMI (1980)
- Tu t’laisses aller (ma vieille) - EMI / Pathe-Marconi (1981)
- Sade warum (après le mundual 82) - EMI / Pathe / Chappell (1982)
- Jack Chirac / La petite vadrouille - Pathe-Marconi / Campagne (1982)
- Les pubs - Sefra Music / Pathe / EMI (1983)
- La danseuse est créole (198?)
- Krakra-Zu-Kiki - Sefra Music / Pathe-Marconi / EMI (1984)
- Bonhomme après l’amour - Sefra Music / EMI / Pathe (1985)
- Oui à l'Auvergne - Sefra Music / EMI / Pathe (1985)
- C'est ça Carnaval - (Générique Télé, 1986)
- G.I.G.N - Sefra Music (1986)
- Pépito - Sefra Music (1986)
- Quelque chose vient de tomber - Sefra Music (1986)
- Viva les Bleus - Tréma / RCA (Chanson officielle de soutien à l'équipe de France pour la coupe du monde de football à Mexico en 1986)
- Mitterran (maître de l’univers) - Jacques Marouani Productions / CBS (1989)
- Le Gambadou - Pathe / EMI / Pathe-Marconi (1990)
- Écoutezzz (il est beau Jacquot) - EMI (1990)
- Polissonnes - EMI (1990)
- C'est pas vrai - EMI (1991)
- Petit bout de frimousse - EMI (1991)
- L'Auvergnat - Columbia (Les Enfoirés, 1992)
- Mexico - Wea / Warner Music Group / Faisage Music (Générique de l'émission Les vieux de la veille, 1995)
- La Fiesta - Polydor / PolyGram / Faisage Music (Générique de l'émission Fiesta, 1998)
- Viva Bodega (100% Fiesta) - Polydor / PolyGram / Faisage Music (1998)
- Le Petit Bonhomme en mousse - Polydor / Universal / Faisage Music (1999)
- Tourner les serviettes - Polydor / Universal / Faisage Music (2000)
- Joyeux Anniversaire - Polydor / Universal / Faisage Music (2001)
- C'est Chaud - Polydor / Universal / Faisage Music (2001)
- Pipo Le Iench - Polydor / Universal / Faisage Music (2001)
- Le Kankan - Polydor / Universal / Faisage Music (2002)
- Les Pitchounets - Polydor / Universal / Faisage Music (2002)
- Pourvu que ça dure - Polydor / Universal / Faisage Music (2002)
- Le Samedi Soir - Polydor / Universal / Faisage Music (CD Promo monotitre, 2003)
- Collés tout collés - Polydor / Universal / Faisage Music (2004)
- La chanson de Raoul, quand la mer monte - Polydor / Universal / Faisage Music (CD Promo monotitre, 2005)
- Le Grand Cabaret - Polydor / Universal / Faisage Music (Générique des best of de l'émission Le Plus Grand Cabaret Du Monde, 2005)
- Bleu Blanc Beur - Polydor / Universal / Faisage Music (INÉDIT, 2006)
- Les Sardines - Polydor / Universal / Faisage Music (2006)
- Et la pleine lune - Polydor / Universal / Faisage Music (2006)
- La Chanson à Élise - Polydor / Universal / Faisage Music (2007)
- Ah... Si tu pouvais fermer ta gueule... - Polydor / Universal / Faisage Music (2008)
- On va finir à poil - Polydor / Universal / Faisage Music (CD Promo monotitre, 2008)
- On voudrait des sous - Polydor / Universal / Faisage Music (2009)
- Sauf le respect que je vous... doigt - Polydor / Universal / Faisage Music (2009)
- Même pas peur - Polydor / Universal / Faisage Music (2009)
- Le chanteur masqué - Polydor / Universal / Faisage Music (2009)
- Samba do Brasil - Polydor / Universal / Faisage Music (2009)
- Grazie Mille - Polydor / Universal / Faisage Music (2010)
- Et pendant ce temps là... -  Polydor / Universal / Faisage Music (2011)
- Faut qu'on slash ! - Polydor / Universal / Faisage Music (2011)
- La tramontane - Polydor / Universal / Faisage Music (2013)
- C'est bien fait pour ta gueule - Polydor / Universal / Faisage Music (2013)
- À l'attaque - Polydor / Universal / Faisage Music (2013)
- Balancer les fesses - Polydor / Universal / Faisage Music (2013)
- Les Sardines Remix 2013 - Polydor / Universal / Faisage Music (2013)
- On est des dingues - Warner Music group / Faisage Music (CD Promo monotitre, 2014)
- Il fait chaud - Warner Music group / Faisage Music (CD Promo monotitre, 2014)
- Aka Aléo - Warner Music group / Faisage Music (CD Promo monotitre, 2014)
- Une p'tite pipe, hourra ! / Ça va bouger ! - Warner Music group / Faisage Music (CD Promo, 2015)
- Ça va bouger ! - Warner Music group / Faisage Music (CD Promo monotitre, 2015)
- Et c'est ce soir - Warner Music group / Faisage Music (CD Promo monotitre, 2016)
- Baracuda (remix) - Warner Music group / Faisage Music (CD Promo monotitre, 2016)
- Les chansons de Sébastien c'est de la daube - Faisage Music (2017)
- La Wash  - MCA / Faisage Music (2018)
- Et Si - Wagram / Faisage Music (CD Promo monotitre, 2019)
- On dégoupille ! - MCA / Faisage Music (2020)
- Danton quoi ? - MCA / Faisage Music (2020)
- Ça durera - MCA / Faisage Music (2020)

### Spectacles
- 1974-1975 : Spectacle d'imitations (en particulier Bourvil, dans plusieurs cabarets parisiens, Notamment, au cabaret « La Main au panier », sa première scène, le jour de ses 21 ans)
- 1975 : Présentation d'Annie Cordy à l'Olympia
- 1976 : 1re partie de Michel Sardou à l'Olympia
- 1980-1981 : Olympia 1980-81 (existe en VHS, K7 audio et vinyle)
- 1982 : Tournée d'été 1982
- 1982 : Olympia 82 (existe en vinyle et K7 audio)
- 1984 : Olympia 84 (existe en K7 vidéo)
- 1985 : Olympia 85
- 1987 : Patrick Sébastien, Tout neuf (à l'Olympia puis au Casino de Paris, existe en K7 audio et vinyle)
- 1990 : L'imitation 90 (diffusé sous le titre Patrick Sébastien, été 90 sur TF1)
- 1992 : La Soirée des Enfoirés à l'Opéra (existe en VHS et en CD) - TF1
- 1993 : Patrick Sébastien et les Aristocrates (à l'Olympia puis en tournée, existe en K7 audio et CD sous le nom de Olympia 93, diffusé sous le titre C'était ma tournée en septembre 1993 sur TF1)
- 1997 : Sans Interdit - à l'Olympia (existe en DVD et VHS) - France 2
- 2001 : Magick Sébastien - Été 2001 (à l'Olympia puis en tournée) - France 2
- 2004 : 30 ans de scène (à l'Olympia) - France 2
- 2006 : Patrick Sébastien fait la fête au Casino de Paris (existe en DVD) - France 2
- 2011 à 2014 : Imitations et Confidences
- 2012 : La fiesta continue ! (tournée d'été)
- 2014 à 2016 : Ça va être ta fête !
- 2016 à 2018 : Ça va bouger !
- 2018 à 2020 : Que du bonheur ! (tournée d'été)
- 2018 à 2022 :  Avant que j'oublie... (Tout ce que je n'ai jamais pu dire à la télé)
- Depuis 2021 : 30 ans de fiesta (tournée d'été)
- 2021 : Le Plus Grand Cabaret du monde, La Tournée
- Depuis 2022 : Hommages et dessert

### Publications
- 1980 : Je t'en parle pas - Encre
- 1986 : Le masque et les plumes - Michel Lafon, Carrère (sur les coulisses de l'émission Carnaval)
- 1994 : Au bonheur des âmes - Stock - Le livre de poche
- 1997 : Isatis - Denoël - Le grand livre du mois
- 2001 : Carnet de notes - Le Cherche Midi (aphorismes)
- 2004 : Destins croisés - Mango sport (sur le rugby, avec François Duboisset)
- 2005 : Vitriol Menthe - Oh ! Éditions - Pocket (Patrick Sébastien évoque Denise et ses rencontres dans les clubs libertins parisiens 106 et 41)[46].
- 2006 : Putain d'audience - Florent Massot - Le livre de poche (sur l'envers du décor de la télévision)
- 2006 : Une chance sur six - Le Club Le Grand Livre du mois (Nouvelle)
- 2007 : La Cellule de Zarkane - Florent Massot - À vue d'œil - Le livre de poche (sous le pseudonyme de Joseph Lubsky)
- 2009 : Tu m'appelles en arrivant ? - Florent Massot - Libra Diffusio - Pocket (sur sa Maman Dédée)
- 2010 : Une révolte pas une révolution (Le D.A.R.D) - Florent Massot
- 2010 : Dehors, il fait beau… hélas ! - Oh ! Éditions - Pocket (ISBN 978-2-361-07019-9) (continuité de Tu m'appelles en arrivant ?)
- 2012 : Les joyeux guérissent toujours - Oh ! Éditions - Pocket - France Loisirs
- 2013 : Inéluctable - XO éditions - France Loisirs
- 2013 : Comme un poisson dans l'herbe - XO éditions - France Loisirs
- 2014 : Même que ça s'peut pas ! - XO éditions (40 ans de carrière)
- 2016 : Le vrai goût des tomates mûres - XO éditions
- 2017 : Le Bonheur n'est pas interdit - XO éditions
- 2018 : Et si on était bienveillant - XO éditions (continuité de Le Bonheur n'est pas interdit)
- 2020 : J'ai déplacé l'éléphant - XO éditions
- 2021 : Derrière les grilles - Mots croisés et divagations réfléchies - Hugo image
- 2022 : Renaître chaque jour - XO éditions
- 2023 : La Nostalvie - XO éditions
- 2024 : Le Carnaval des ambitieux - XO éditions
- 2025 : Même pas peur ! - XO éditions

## Rugby

### Joueur de rugby
Enfant du sud-ouest, il est un amateur inconditionnel de ce sport dans lequel il a baigné dès son plus jeune âge, et a été un espoir du CA Brive. Ses disques de musique populaire reflètent la troisième mi-temps.
Troisième ligne centre, il a notamment participé à la tournée du club en Afrique du Sud en 1973.

### Président de club de rugby
- Il a été président du Club Athlétique Brive Corrèze Limousin (CA Brive) de 1995 à 1999, puis de 2007 à 2009. Sous sa présidence, le club remporte la Coupe d'Europe des clubs en 1997, et échoue en finale en 1998. 
Ses liens forts avec le club de sa région natale le poussent à revenir tenter de le sauver.
- CS Bourgoin-Jallieu. Appelé par le président Pierre Martinet, il devient directeur sportif du club en 2002 et le quitte en 2005.
- En 2007, le CA Brive est menacé de relégation. Patrick Sébastien redevient président d'honneur du club avec l'ambition à moyen terme de ramener le club dans le haut du classement en Top 14 comme en coupe d'Europe de rugby. En octobre 2009, il démissionne officiellement de ses fonctions de président d'honneur du CAB, à la demande de ses dirigeants[47],[48]. Il quitte le club en désaccord avec une partie du public.

## Engagements associatifs
Il est membre du comité d'honneur de l'Association pour le droit de mourir dans la dignité. Il cosigne en 2012 un appel aux candidats à l'élection présidentielle leur demandant de s'engager à déposer un projet de loi pour légaliser l'euthanasie.
De mai 2013 à avril 2016, il est le parrain de l'association Enfance et partage, reconnue d'utilité publique pour sa défense des enfants maltraités.[réf. nécessaire]

## Récompenses et distinctions
- 1990 : 7 d'or du meilleur animateur de variétés.
- 2000 et 2003 : 7 d'or de la meilleure émission de divertissement et d'humour pour Le Plus Grand Cabaret du monde.
- 2009 : Prix Kangourou, décerné par la Maison du Rire et de l'Humour de  Cluny pour son livre en hommage à sa mère : Tu m'appelles en arrivant ?.
- 2019 : Lauriers de l'Audiovisuel, Prix d'interprétation masculine pour son rôle d'Hubert Vallon dans le téléfilm Une chance sur six.